# معبد فوشیمی‌ایناری
معبد فوشیمی‌ایناری معبد اصلی ایناری یا خدای برنج که در فوشیمی کوی کیوتو، در دامنهٔ کوهی به نام ایناری واقع شده‌است و شامل زیارتگاه‌هـای کوچک بسیاری در بالای کوه می‌باشد. گفته می‌شود این معبد محبوب دارای ۳۲۰۰۰ معبد زیر مجموعه در سراسر ژاپن می‌باشد. بنای معبد اصلی در سال ۱۴۹۹ ساخته شده‌است و دروازه اصلی در دامنهٔ تپه قرار دارد.